# Brandon Gill
Brandon Gene Gill, född 26 februari 1994 i Clovis i New Mexico, är en amerikansk politiker (republikan). Han är ledamot av USA:s representanthus sedan 2025.
I kongressvalet 2024 besegrade Gill demokraten Ernest Lineberger III med 62,1 procent av rösterna mot 35,7 procent för Lineberger, medan libertarianen Phil Gray fick 2,3 procent.